# Berimbau

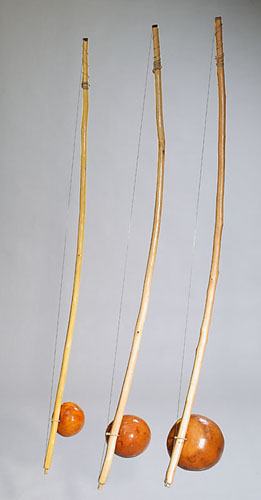
Berimbau

Berimbau – jednostrunowy instrument muzyczny pochodzenia afrykańskiego charakterystyczny dla brazylijskiej sztuki walki – capoeira, rodzaj łuku muzycznego. Jest najważniejszym instrumentem w tzw. "bateria" i wyznacza rytm grających ("capoeiristas") w "roda" (wymowa "hoda").
Berimbau jest nieodłącznym i historycznym symbolem w capoeira, który jako instrument przewodni informuje nas o rodzaju i tempie gry. To właśnie od rytmu i tempa wygrywanego na jego strunie, zależy gra w roda, której przewodzi.
Berimbau składa się z kija (verga), napiętej na niego struny (arame), cabaca (cabaça) stanowiącej pudło rezonansowe, przytwierdzonej sznurem do kija z napiętą struną, caxixi, czyli grzechotki w postaci koszyczka z ziarnami w środku, kamyka (pedra) lub monety (dobrāo) do zmiany tonacji i patyczka (baqueta), którym struna jest uderzana.
Bateria składa się z trzech berimbau, z których każdy brzmi inaczej. Od najniższego brzmienia do najwyższego wyróżnia się:
- gunga
- medio
- viola

Różnią się wielkością cabaca oraz wysokością wydawanych dźwięków. Gunga nadaje rytm i tempo muzyce, podtrzymuje przez cały czas podstawowy rytm. Medio wygrywa podstawowy rytm, ale przeplata go różnymi wariacjami muzycznymi, natomiast viola specjalizuje się praktycznie wyłącznie w wariacjach i przejściach, pomijając niemal zupełnie podstawowy rytm.

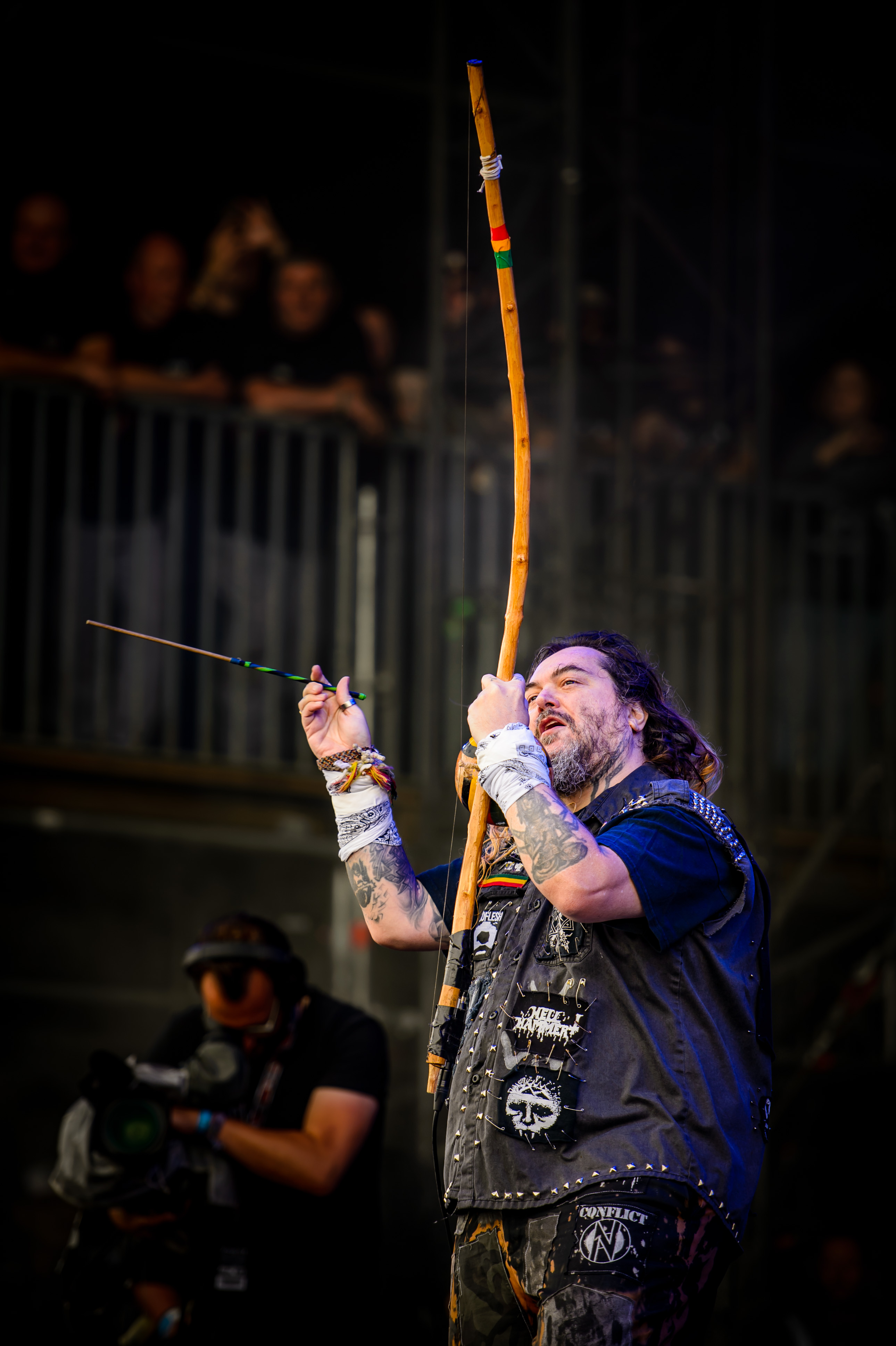
Max Cavalera grający na berimbau

## Drewno na berimbau
Rodzaje drewna często używane jako verga:
- Beriba – drewno bardzo mocne, ale ciężkie; kolor zwykle biały lub żółtawy, ale jest też różowa odmiana beriby
- Canduru – drewno koloru żółtego; mocne, ciężkie
- Alaca – ciężkie drewno koloru czerwonego
- Taipoca – najlżejsze drewno, biało-brązowawe
- Camacari – drewno dość lekkie
- Massaranduba – ciężkie, twarde drewno koloru czerwono-brązowego

## Rytmy grane na berimbau

### CapoeiraAngola
- Angola – rytm grany przez prowadzącego roda na berimbau gunga, rozpoczyna grę, utrzymuje jej tempo oraz kończy jogo.
- Sao Bento Pequeno – grany jest on na berimbau medio i podąża za rytmem Angola. Jest on również zwany: Angola Invertida.
- Sao Bento Grande de Angola – jest on grany przez berimbau viola i również podąża za prowadzeniem berimbau gunga grającym rytm Angola ale nie gra on jednostajnie lecz wplata wiele wariacji.
- Jogo de Dentro – jest to nazwa rytmu jak i rodzaju gry, do której jest grany. Grę tą charakteryzuje nacisk na malicia, wytrwałość i znajomość strategii roda.
- Apanha Laranja No Chao Tico Tico – gra często rozgrywana przez mistrzów i doświadczonych capoeiristas w grze o pieniądze: pośrodku roda umieszcza się woreczek bądź inne zawiniątko z pieniędzmi a zadaniem graczy jest przy użyciu sprytu i zręczności podnieść je za pomocą ust.

### CapoeiraRegional
- Benguela – Benguela jest to nazwa jednego z miast w zachodniej Angoli (Afryka) i jednocześnie prowincji o tej samej nazwie, której jest stolicą. Symboliczne zawarcie Bengueli w Angoli nie jest tu bez znaczenia. Tak jak Benguela (prowincja, miasto) jest częścią Angoli, tak rytm Benguela czerpie ze sposobu gry (jogo) stylu i rytmu Angola. Rytm ten był grany w szkole Mestre Bimby jako rytm dla zaawansowanych uczniów. Dziś zmienił nieco swoją funkcję i uczy się go osoby początkujące z racji większego bezpieczeństwa i wolniejszego tempa.

"Kiedy berimbau gra Benguela, capoeiristas muszą poruszać się blisko ziemi bez dotykania się nawzajem, jakby ich ciała parzyły niczym ogień." Mestre Acordeon
- Sao Bento Grande de Regional – nazwa odnosi się do imienia katolickiego świętego. Religia katolicka miała duży wpływ na rozwój capoeira. W naszej grupie jest to rytm dla zaawansowanych uczniów. Tempo i bojowy aspekt tego rytmu wymagają refleksu i koncentracji. Dziś może nie tak brutalny jak za czasów Mestre Bimby służy też do prezentowania swoich umiejętności akrobatycznych i strategicznych. Sztuką jest zaaranżować sobie miejsce w roda na coś widowiskowego, kiedy nad głową wirują śmiertelnie szybkie i silne kopnięcia. Mestre Acordeon o rytmie:

"Sao Bento Grande było zawołaniem do walki. Berimbau nawoływał capoeiriste: Dalej! Rusz się! Wskakuj do roda! ...istotą tej gry była walka, bojowy aspekt capoeira. Można powiedzieć, że 90% tych gier było zorientowanych na walkę. Prawdziwe uderzenia, prawdziwa obrona."
- Iuna – Iuna jest gatunkową nazwą ptaka. Nawiązuje ona do rytuałów godowych kiedy samce wykonują piękny taniec żeby zachęcić partnerkę. Ale nie chodzi tu o gody. W capoeira rytm ten jest grany dla capoeiristas o dużym doświadczeniu i wysokich stopniach. U Mestre Bimby byli to uczniowie, którzy ukończyli jego kurs. Kwintesencją gry jest piękno. Gracze prezentują tu różnorakie akrobacje, płynne przejścia, perfekcyjne uderzenia, podcięcia i kopnięcia jak najbliżej siebie ale jednocześnie są wolni od agresji. W szkole Mestre Bimby był to też czas na prezentacje Cintura Desprezada.

"Tu zawołanie było inne. Iuna jest jak rozmowa pomiędzy samcem a samicą (ptaków) to była bardzo elegancka gra." Mestre Acordeon.
- Amazonas – rytm o znaczeniu reprezentacyjnym. Używany do witania i czczenia przybyłych mistrzów przez swoich uczniów bądź przez mestre witającego ulubionych alunos. Używany jest on często na ceremonii Batizado i na różnych ważnych spotkaniach.
- Cavalaria – rytm powiadamiający bądź ostrzegający. W czasach kiedy uprawianie capoeira było zakazane w Brazylii używano go do informowania capoeiristas o zbliżającym się patrolu konnej policji bądź szwadronu kawalerii. Prowadzący roda, ustawiał się zawsze tak aby widzieć wszystkie możliwe strony, z których mogło pojawić się zagrożenie i imitując tętent koni grając na berimbau zmieniał zażartą walkę w niewinną zabawę i taniec w roda bądź nawoływał do ucieczki.
- Santa Maria – rytm grany w roda tylko podczas gier z użyciem brzytew, noży bądź maczet.
- Idalina – rytm ten nie ma jasno scharakteryzowanego rodzaju jogo. Używany był często podczas przedstawień i pokazów capoeira gdzie dzielni wojownicy ruszali na podboje miłosne bądź walczyli o swą wybrankę.